# Skalice (ort i Tjeckien, lat 50,28, long 15,87)
Skalice är en ort i Tjeckien. Den ligger i den centrala delen av landet, 110 km öster om huvudstaden Prag. Skalice ligger 244 meter över havet och antalet invånare är 545.
Terrängen runt Skalice är platt.Runt Skalice är det ganska tätbefolkat, med 120 invånare per kvadratkilometer. Närmaste större samhälle är Hradec Králové, 8,0 km söder om Skalice. Trakten runt Skalice består till största delen av jordbruksmark.